# São Francisco (Alcochete)
São Francisco es una freguesia portuguesa del concelho de Alcochete, con 4,21 km² de área y 1 128 habitantes (2001). Densidad de población: 267,9 hab/km².